# Sosnowe (obwód doniecki)
Sosnowe (ukr. Соснове) – osiedle na Ukrainie, w obwodzie donieckim, w rejonie kramatorskim. W 2001 liczyło 175 mieszkańców.